# نيكول أوليفر
نيكول أوليفر هي مؤدية وممثلة كندية، ولدت في 22 فبراير 1970 بأوتاوا في كندا.

## أعمال

### أفلام
- (2002)  قلعة ما وراء المرآة
- (2012) باربي و حكاية حورية البحر 2
- (2014)  إكويستريا غيرلس: رينبو روكس[4][5]
- (2017) وندر[6]

### مسلسلات
- فرندشيب إز ماجيك[7]

## وصلات خارجية
- نيكول أوليفر على موقع IMDb (الإنجليزية)
- نيكول أوليفر على موقع ألو سيني (الفرنسية)
- نيكول أوليفر على موقع ميوزك برينز (الإنجليزية)
- نيكول أوليفر على موقع أول موفي (الإنجليزية)
- نيكول أوليفر على موقع قاعدة بيانات الفيلم (الإنجليزية)
- نيكول أوليفر على موقع كينوبويسك (الروسية)
- نيكول أوليفر على موقع ANN person (الإنجليزية)